# Marina (film, 1947)
Pour les articles homonymes, voir Marina.
Ne doit pas être confondu avec Marina (film, 1960) ou Marina (film, 2013).
Pour plus de détails, voir Fiche technique et Distribution.
Marina (Μαρίνα…) est un film grec réalisé par Alékos Sakellários et sorti en 1947.
Première tentative réelle de film musical grec. Il est conçu autour de la vedette Stélla Gréka. Le scénario très léger est surtout prétexte pour ses chansons. Premier film grec avec un long et langoureux baiser.

## Synopsis
Marina, une jeune femme (Stélla Gréka) originaire d'Hydra monte à Athènes pour devenir chanteuse de cabaret. Elle a une liaison avec un marin, Vasos (Lámbros Konstandáras). Cependant, la nostalgie pour son île natale et son premier amour Dimitris (Dimitris Myrat) est trop forte. Elle rentre chez elle où elle épouse Dimitris qui l'a attendue. Ensemble, ils ont un enfant. Des années plus tard, Vasos arrive sur l'île. Marina le supplie de ne rien révéler de leur passé afin de sauver son bonheur.

## Fiche technique
- Titre : Marina
- Titre original : Marina (Μαρίνα...)
- Réalisation : Alékos Sakellários
- Scénario : Alékos Sakellários et Christos Giannakopoulos (el)
- Direction artistique : Giorgos Vakalo (el) et Giannis Stefannellis
- Décors :
- Costumes :
- Photographie : Prodromos Meravidis
- Son :
- Montage : Filopímin Fínos
- Musique : Kostas Giannidis
- Société(s) de production : Finos Film
- Pays d'origine :  Grèce
- Langue : grec
- Format : Noir et blanc - Mono
- Genre : Film musical
- Durée : 74 minutes
- Dates de sortie : Grèce : 10 mars 1947

## Distribution
- Stélla Gréka
- Dimitris Myrat
- Elias Destounis (el)
- Periklis Hristoforidis (en)
- Lámbros Konstandáras